# Chrysochlamys conferta
Chrysochlamys conferta är en tvåhjärtbladig växtart som beskrevs av José Cuatrecasas. Chrysochlamys conferta ingår i släktet Chrysochlamys och familjen Clusiaceae. Inga underarter finns listade i Catalogue of Life.